# LX Большой Медведицы
LX Большой Медведицы (лат. LX Ursae Majoris), HD 88638 — одиночная переменная звезда в созвездии Большой Медведицы на расстоянии приблизительно 117 световых лет (около 36 парсеков) от Солнца. Видимая звёздная величина звезды — от +8,07m до +8,02m.

## Характеристики
LT Большой Медведицы — жёлтый карлик, вращающаяся переменная звезда типа BY Дракона (BY) спектрального класса G5V. Эффективная температура — около 5518 К.